# Blechnum nudum
Blechnum nudum es una especie de helecho perteneciente a la familia Blechnaceae. Es originaria del este de Australia. Se encuentra en los bosques lluviosos y bosques de eucaliptos, a menudo formando colonias.

## Descripción
Es un helecho con rizoma rastrero corto o erecto, a veces formando un tronco fibroso negro que alcanza hasta 1 m de altura en las plantas más viejas, las escalas cerca de la base oscuras y brillantes. Las frondas agrupadas, dimórficas, pinnatisectas a pinnadas, en su mayoría de 25-60 cm de largo, a veces a 100 cm de largo, raquis oscuro y brillante, lámina rígida, segmentos muy juntos. Las frondas pinnatisectas estériles, con segmentos más largos  en el medio, de 3.5-12 cm de largo, de color verde medio, márgenes enteros, ápice agudo. Las frondas fértiles pinnadas, más cortas que los estériles, pinnas de 1-3 cm de largo, 2-3 mm de ancho.

## Distribución y hábitat
Es una especie común y extendida, a menudo formando colonias a lo largo de riberas de arroyos, en los bosques tropicales de Nueva Gales del Sur.

## Taxonomía
Blechnum nudum fue descrita por Mett. ex Luerss.  y publicado en Flora oder Allgemeine Botanischer Zeitung 59: 292  1876.
Sinonimia
- Onoclea nuda Labill.
- Stegania nuda (Labill.) R.Br.
- Blechnum discolor var. nudum (Labill.) Domin
- Lomaria nuda (Labill.) Willd.
- Lomaria discolor var. bipinnatifida F.Muell.
- Lomaria discolor var. bipinnatisecta F.Muell.
- Blechnum discolor var. bipinnatifidum (F.Muell.) Domin
- Blechnum discolor var. normale Domin nom. inval
- Blechnum discolor (G.Forst.) Keyserl. in Black, J.M. 1943, Flora of South Australia Edn 2. 1: 37.
- Blechnum discolor (G.Forst.) Keyserl. in Ewart, A.J. 1931, Flora of Victoria. 51.
- Lomaria discolor (G.Forst.) Willd.[3][4]